# Yamazo
yamazo（やまぞー、1984年12月15日 - ）は、日本のソングライター、編曲家、ギタリスト。本名、山田 知広（やまだ ともひろ）。
栃木県足利市出身。ヤマハ音楽院卒業。F.M.F所属。

## 来歴
幼少期に、小学校で音楽の授業を担当していた母親の影響でピアノを始める。中学生時代に、L'Arc〜en〜CielやMr.Childrenなどのアーティストや、学校へギターやギターアンプを持ち込んでいた中学校教諭の影響からギターを始め、それと同時期に、家にあったMacでDTMに触れ始める。
高校へ入学してからは、友人とコピーバンドを組みギターを担当する。
高校卒業後はヤマハ音楽院 ギター科へ進学、2年間ギター科で学んだ後、音楽制作科に転科して1年間学び卒業。
ヤマハ音楽院在学中、作家活動を行う中で、自分自身でアーティスト活動を行った方が良いのではと思い立ち、女性ボーカルの2人組ユニットを結成、活動を始める 。その後2009年に解散。
本人はこのバンドについて「今で言うYOASOBI的な、当時で言うELT的な」と語っている。
アニメ「俺の妹がこんなに可愛いわけがない」の楽曲で編曲を担当したのをきっかけにアニメ関連の仕事が増える。
その後のアニメ「Aチャンネル」での楽曲制作でサウンドエンジニアの井野健太郎と出会い、それを機に音楽作家事務所F.M.Fへ加入。
2019年11月にYouTubeチャンネル「yamazo / 作曲家」での活動を開始し、DTMに関する動画投稿や生配信を行っている。

## 人物
ピアノを始めた後、槇原敬之の「どんなときも。」のイントロを弾けるようになった頃に自信がつき、中学校の校内合唱コンクールでの課題曲「翼をください」のピアノ伴奏者に立候補した。
ギターを始めてから数ヶ月で「プロになれるのでは」と思い始めたという。

## 主な参加作品

### アニメ劇伴
2013年
- ヤマノススメ(Frying-Pan名義、共同)
- ダイヤのA(Frying-Panとして参加)

2014年
- ヤマノススメセカンドシーズン(共同)

2015年
- 美男高校地球防衛部LOVE!
- ミリオンドール

2016年
- 美男高校地球防衛部LOVE!LOVE!
- 少年メイド
- あにトレ！XX

2017年
- ヤマノススメ おもいでプレゼント
- One Room
- Room Mate
- 美男高校地球防衛部LOVE!LOVE!LOVE!

2018年
- One Room セカンドシーズン
- 美男高校地球防衛部HAPPY KISS!
- ヤマノススメサードシーズン

2019年
- RobiHachi

2020年
- One Room サードシーズン

2021年
- Fairy蘭丸〜あなたの心お助けします〜

2022年
- ヤマノススメ Next Summit

2023年
- 勇者が死んだ（共同）

2024年
- 花野井くんと恋の病

2025年
- 美男高校地球防衛部ETERNAL LOVE！
- 9-nine- Ruler’s Crown[14]

### テレビアニメ
- 俺の妹がこんなに可愛いわけがない
  - Shine!（編曲）- エンディング主題歌2（2010年）
  - ほらいずむ（編曲）- 挿入歌（2011年）
  - オレンジ（編曲）- エンディング主題歌5（2011年）
  - カメレオンドーター（編曲）- エンディング主題歌8（2011年）
  - アキハバラ☆だんす☆なう!!（編曲）- エンディング主題歌11（2011年）
  - READY（編曲）- エンディング主題歌13（2011年）
  - 贖罪のセレナーデ（編曲）- エンディング主題歌15（2011年）
  - keep on runnin'（編曲）- 最終話エンディング主題歌（2011年）
  - WONDERFUL GIRL（作曲・作詞）- 黒猫イメージソング（2011年）
  - Platonic prison（作曲・編曲）- 高坂桐乃・黒猫イメージソング（2011年）
  - Holiday!（編曲）- 高坂桐乃イメージソング（2011年）
- Aチャンネル
  - Start（作曲・作詞）- 挿入歌（2011年）
  - はるかぜの科学（編曲）- 挿入歌（2011年）
  - 翼はないけど（編曲）- 挿入歌（2011年）
  - Happy Snow（作曲・編曲・作詞）- 挿入歌（2011年）
  - きっと ずっと もっと（編曲）- 挿入歌（2011年）
- いつか天魔の黒ウサギ
  - Strawberry Eyes（作曲・編曲）- 第5・6・10話エンディング主題歌（2011年）
- 僕は友達が少ない
  - 笑顔のデッサン（編曲）- OVAエンディング主題歌（2011年）
  - あたしのキ・モ・チ（編曲）- 柏崎星奈イメージソング（2011年）
  - 二人の季節（作曲・編曲）- 挿入歌（2012年）
  - FLOWER（編曲）- 挿入歌（2012年）
  - 不機嫌*吸血鬼（編曲）-（2012年）
  - 戦けよ、冥闇の王は降りた -（2012年）
  - 君は友達（編曲）- OVA「僕は友達が少ない あどおんでぃすく」エンディング主題歌（2012年）
- クイーンズブレイド リベリオン
  - 命のうたが聞こえる（作曲・編曲）- オープニング主題歌（2012年）
- アルカナ・ファミリア
  - Magenta Another Sky（作曲・編曲）- オープニング主題歌（2012年）
- ソードアート・オンライン
  - My independent destiny（作曲）-（2012年）
  - Face to You（作曲）-（2013年）
  - Sing All Overtures（作曲）-（2013年）
- さくら荘のペットな彼女
  - 君が夢を連れてきた（編曲）- オープニング主題歌（2012年）
- 僕は友達が少ないNEXT
  - 僕らの翼（作曲・編曲）- エンディング主題歌（2013年）
  - 思い出シュノーケル（編曲）-（2013年）
  - 僕らの翼 -星奈Featuring隣人部 VER.-（作曲・編曲）-（2013年）
  - 僕らの翼 -夜空Featuring隣人部 VER.-（作曲・編曲）-（2013年）
  - 僕らの翼 -幸村Featuring隣人部 VER.-（作曲・編曲）-（2013年）
  - 僕らの翼 -小鳩Featuring隣人部 VER.-（作曲・編曲）-（2013年）
  - 僕らの翼 -マリアFeaturing隣人部 VER.-（作曲・編曲）-（2013年）
  - 僕らの翼 -理科Featuring隣人部 VER.-（作曲・編曲）-（2013年）
  - PASTEL B☆（編曲）-（2013年）
  - 君と僕（編曲）-（2013年）
- イクシオン サーガ DT
  - バツイチ（作曲・編曲）- 挿入歌（2013年）
- ヤマノススメ
  - スタッカート・デイズ（編曲）- エンディング主題歌1（2013年）
  - スタッカート・デイズ あおいバージョン（編曲）-（2013年）
  - スタッカート・デイズ ひなたバージョン（編曲）-（2013年）
- 世界でいちばん強くなりたい!
  - 空色モノローグ（編曲）- 第8話エンディング主題歌（2013年）
- デート・ア・ライブII
  - DOUBLE PUNCH LOVE（編曲）-（2014年）
- ダイヤのA
  - GROW STRONGER（作曲・編曲）-（2014年）
  - PROMISED FIELD（作曲・編曲）- エンディング主題歌5（2014年）
  - PROMISED FIELD feat.Sawamura（作曲・編曲）-（2014年）
  - PROMISED FIELD feat.Haruichi（作曲・編曲）-（2014年）
  - PROMISED FIELD feat.Furuya（作曲・編曲）-（2014年）
- ソードアート・オンラインII
  - SOLITARY BULLET（作曲・編曲）-（2014年）
  - RELIEF BULLET（作曲）-（2015年）
- 美男高校地球防衛部LOVE!
  - Sync a Think（編曲）-（2015年）
- てーきゅう
  - Qunka! HolyパンツRemix（編曲）-（2015年）
- 進撃!巨人中学校
  - 反撃の大地〜エレン・イェーガーVer（編曲）-（2015年）
  - 反撃の大地〜ジャン・キルシュタインVer（編曲）-（2015年）
- 美男高校地球防衛部LOVE! LOVE!
  - Moon the Jealousy（作曲・編曲）-（2016年）
  - 星降る海のSTAGEで（作曲・編曲）-（2016年）
  - WORLD WIDE LOVE LEADER（編曲）-（2016年）
- 〈物語〉シリーズ セカンドシーズン（2016年）
  - もうそう♥えくすぷれす -folclore Remix-（編曲）-（2016年）
- あにトレ!XX（2016年）
  - Cheer for you♪♬（作曲・編曲）- 主題歌（2016年）
- NEW GAME!（2017年）
  - It's OK!!（編曲）-（2017年）
- 冴えない彼女の育てかた♭
  - ETERNAL♭（編曲）- 挿入歌（2017年）
  - 届かない恋（編曲）- （2017年）
- 活撃/刀剣乱舞
  - ヒカリ断ツ雨（作曲・編曲）- オープニング主題歌（2017年）
- 刀使ノ巫女
  - 青空パレード（作曲・編曲）-（2018年）
- 美男高校地球防衛部HAPPY KISS!
  - HAPPY READY?????（作曲・編曲）- 挿入歌（2018年）
  - 時計の針はすれ違い…（作曲・編曲）- （2018年）
- ヤマノススメ セカンドシーズン（2018年）
  - てっぺん目指し隊（作曲）- 挿入歌（2018年）
  - テンダー・ファインダー（作曲）-（2018年）
- 臨死‼ 江古田ちゃん
  - 空想い~ダッダン人の踊り~（作曲・編曲）- エンディング主題歌4（2019年）
- RobiHachi
  - Dancing to Night~君への最短ワープ航路~（作曲・編曲・作詞）- エンディング主題歌1（2019年）
- ソードアート・オンライン アリシゼーション
  - Blazing the future（作曲・編曲）-（2019年）
- 冴えない彼女の育てかた
  - 未来への咆哮（編曲）-（2019年）
  - 勇気の神様（編曲）-（2019年）
  - Leaf ticket（編曲）-（2019年）
- ダイヤのA actⅡ
  - チャンス!（編曲）- エンディング主題歌3（2019年）
- ソードアート・オンライン アリシゼーション War of Underworld
  - Deepening the dark（作曲）-（2020年）
- One Room サードシーズン
  - 太陽とレインボー（作曲・編曲）- エンディング主題歌1（2020年）
  - 太陽とレインボー BollywoodMix（作曲）-（2020年）
- Fairy蘭丸〜あなたの心お助けします〜
  - 愛らんらんらん（作曲・編曲）- 挿入歌（2021年）
- 【推しの子】
  - Full moon…!（編曲）- 挿入歌（2023年）

### アニメ映画
- ハル（2013年）
  - 終わらない詩（作曲・編曲・作詞）- 主題歌（2014年）

### ゲーム
- テイルズ オブ ザ ヒーローズ ツインブレイヴ
  - Party! Love Beat!（作曲・編曲）-（2012年）
- 僕は友達が少ない ぽーたぶる
  - Over the Distance（作曲・編曲）- エンディング主題歌（2012年）
  - Over the Distance New Mix ver.（作曲・編曲） -（2013年）
- 剣が君
  - 軌跡（編曲）- オープニング主題歌（2013）
- 剣が君 for V（2015年）
  - 真愛（作曲・編曲）-（2015）
  - 真愛 ~螢~（作曲・編曲）-（2015）
  - 真愛 ~九十九丸~（作曲・編曲）-（2015）
  - 夢の橋（作曲・編曲）-（2015）
  - 夢の橋 ~縁~（作曲・編曲）-（2015）
  - 夢の橋 ~黒羽実彰~（作曲・編曲）-（2015）
  - 桜河（作曲・編曲）-（2015）
  - 桜河 ~鈴懸~（作曲・編曲）-（2015）
  - 桜河 ~鷺原左京~（作曲・編曲）-（2015）
- A3!
  - 赤い髪のチェリーブロッサム（作曲・編曲）-（2017年）
  - Exciting Charmer!（作曲・編曲）-（2018年）
  - 不屈のチャント（作曲・編曲・作詞）-（2019年）
  - Valet Resonance（作曲・編曲・作詞）-（2019年）
- DREAM!ing
  - Secret Scarlet（作曲・編曲）-（2019年）
- THE IDOLM@STER STELLA STAGE
  - Coming Smile（編曲）-（2021年）

### テレビ番組
- リスアニ!TV（2014年）
  - サンシャインハーモニー（編曲）- エンディング（2014）

### 楽曲提供・編曲
- 日笠陽子
  - イノセント（作曲・編曲・作詞）- シングル「終わらない詩」収録曲（2013年）
  - Neo Image（編曲）- （2013年）
- 豊永利行
  - 花（編曲）- TVアニメ デュラララ!!DJCD デュララジ掲示板 観察日記 再うp 3枚目+ 収録曲（2012年）
- 原田ひとみ
  - 夜明け星（作曲・編曲）- アルバム「共鳴のTrue Force」収録曲（2014年）
  - Magenta Another Sky（作曲・編曲）
- GOKIGEN SOUND
  - 声が聞きたくて... feat.marina（作曲・編曲・作詞）
- 田村直美
  - 命のうたが聞こえる（作曲・編曲）
- JAMOSA
  - 今でも好きだよ feat.WISE（作曲）
- KinKi Kids
  - 足音 (作曲)
- AAA
  - One Night Animal (作曲)
- 島谷ひとみ
  - Dragonfly (作曲・編曲)
- 三森すずこ
  - 全部受けとって、強く抱きしめて。（編曲）- アルバム「好きっ」収録曲（2014年）
- 斉藤壮馬
  - 影踏み（作曲）- フィッシュストーリー収録曲（2017年）
- ≠ME
  - 夏が来たから（編曲）- 9thシングル表題曲（2024年）

### その他
- 幽幻ロマンチカ 有頂天
  - 宵闇カレイド（作曲）- Rejet Sound Collection vol.3 「MY LINK」収録曲（2016）
- 我が掌で眠れ
  - 三日月の下逢ひませう（作曲・編曲）- Rejet Sound Collection vol.3 「MY LINK」収録曲（2016）
- リモート☆ホスト（2021年）
  - ゲラメキユAll ver.（作曲・編曲・作詞）-（2021年）
  - ゲラメキユClub Saturno ver.（作曲・編曲・作詞）-（2021年）
  - ゲラメキユClub Venere ver.（作曲・編曲・作詞）-（2021年）
  - ギャンブリングデート（作曲・編曲・作詞）-（2021年）
  - Secret makeup（作曲・編曲・作詞）-（2021年）
  - 旋律のFate（作曲・編曲・作詞）-（2021年）